# Джамуи (округ)
Джамуи (хинди जमुई जिला; англ. Jamui) — округ на юге индийского штата Бихар. Образован 21 февраля 1991 года из части территории округа Мунгер. Административный центр — город Джамуи. Площадь округа — 3099 км². По данным всеиндийской переписи 2001 года население округа составляло 1 398 796 человек. Уровень грамотности взрослого населения составлял 42,43 %, что значительно ниже среднеиндийского уровня (59,5 %).